# 芳澤いろは (2代目)
二代目 芳澤いろは（にだいめ よしざわ いろは、天明3年〈1783年〉 - 文政2年10月21日〈1819年12月8日〉）とは、江戸時代後期に活躍した歌舞伎の女形役者。屋号橘屋、俳名は友之・遊子。紋は丸に稲。

## 来歴
五代目芳澤あやめの実子。天明8年（1788年）11月、大坂角の芝居（中山福蔵座）に、芳澤圓次郎の名で子役として父あやめと共に出演。長ずるにおよんで若衆方として大坂の舞台を中心に活躍、寛政9年（1787年）より若女形となる。文化元年（1804年）には大坂中の芝居で座本となり、若手の有望株として注目を浴びる。
翌文化2年（1805年）江戸に下り、中村慶子と改名して河原崎座の顔見世に出る。翌文化3年（1806年）正月には中村友之と改名、同年3月にはさらに中村ゆうしと改名し、河原崎座で初代中村富十郎と二代目中村のしほの追善として『京鹿子娘道成寺』の白拍子横笛を勤めるも、その初日の次の日に河原崎座が火事にあい全焼してしまう。その後いったん江戸を離れて旅回りをしていたらしいが、翌文化4年3月市村座の『橘盤代曽我』には旧名の芳澤圓次郎に復して出演している。「慶子」というのは三都にわたる大名優として一世を風靡した初代富十郎の俳名であるが、その甥に当たる圓次郎が慶子と改名したことについて強い批判があり、その結果短い期間にめまぐるしく改名することになったのだという。同年5月には同じく市村座の二番目大切に、富十郎追善としてふたたび『娘道成寺』を勤めるが、式亭三馬はこの時の『娘道成寺』を「古今無類の拙技」と痛烈に罵倒している。『娘道成寺』は初代富十郎の当り芸として第一にあげられる演目であり、それを圓次郎が富十郎追善と称し勤めたことについて、身の程知らずと批判したのである。実際圓次郎の役者としての実力は、富十郎と比べればそれには及ばぬものだったようである。
文化5年（1808年）11月、江戸森田座で父の前名である芳澤いろはを襲名するが、文化7年（1810年）8月に父あやめが死去し上方に行く。以降は東西の舞台に出るも、文政元年（1818年）正月の京都北側芝居に『菅原伝授手習鑑』の松王女房千代の役に出演して後は、舞台から遠ざかり程なく没した。享年37。二代目いろはが死去したことにより、元禄以来女形の家として続いた芳澤家の血筋はついに絶えたのだった。戒名は瑞光院圓理日晃。